# Dansk-pakistanere
Dansk-pakistanere er personer af pakistansk herkomst, som er bosat i Danmark. 1. januar 2020 udgjorde gruppen 25.949 personer eller 0,45 % af den danske befolkning. Heraf var 14.471 indvandrere, mens 11.478 var efterkommere født og opvokset i Danmark. De første pakistanske indvandrere kom til Danmark i 1960'erne og 1970'erne pga. mangel på (primært ufaglært) arbejdskraft. Efterfølgende har der været indvandring op gennem 1980'erne og 1990'erne i form af familiesammenføringer. I 2010'erne har en mindre gruppe pakistanske specialister igen fået arbejdstilladelse, især indenfor områder som lægevidenskab og IT.  

## Indvandringshistorie
De første pakistanere i Danmark kom til landet i 1960'erne og 1970'erne som gæstearbejdere. De fleste kom fra landsbyerne omkring byen Kharian i Punjab-provinsen. Det samme gjaldt de fleste pakistanske indvandrere til Norge, og området blev i Pakistan kendt som "Little Scandinavia". Selvom den danske regering i 1973 strammede indvandringsreglerne, fortsatte indvandringen gennem familiesammenføringer. Især ægtefæller udgjorde en stor procentdel af sammenføringerne. I senere år har en mindre gruppe nyere pakistanske indvandrere fået arbejdstilladelse og ansættelse i danske virksomheder som følge af færdigheder indenfor lægevidenskab, IT eller andre områder, der er efterspurgt i Danmark.
I 2020 udgjorde dansk-pakistanerne den ottendestørste indvandrergruppe (inklusive efterkommere) i Danmark efter tyrkere, polakker, syrere, tyskere, rumænere, irakere og folk fra Libanon (inklusive mange dansk-palæstinensere). Pakistanere i Danmark har langt overvejende valgt at bosætte sig i København og omegn. Ishøj har en særlig høj koncentration af dansk-pakistanere.

## Integration i det danske samfund
Andelen af beskæftigede blandt de 30-64-årige pakistanske indvandrere var i 2018 59 %. Det var en relativt høj beskæftigelsesandel i forhold til andre ikke-vestlige indvandrere. Den tilsvarende beskæftigelsesandel for personer med dansk oprindelse var 82 %. For de pakistanske mænd var beskæftigelsesfrekvensen 74 %, mens den var 41 % blandt de pakistanske indvandrerkvinder. Forskellene i beskæftigelsesfrekvenser mellem befolkningsgrupperne er mindsket i de senere år. Til sammenligning var beskæftigelsesfrekvensen for indvandrere fra Pakistan i 2014 53 % og for personer af dansk oprindelse 79 %.
Ifølge Danmarks Statistik var 20 % af de mandlige 30-59-årige dansk-pakistanske indvandrere i 2018 offentligt forsørgede som modtagere af overførselsindkomster. Det er lidt større end andelen for mænd med dansk oprindelse, der var på 16 %. For kvindernes vedkommende var tallet for pakistanske indvandrere 30 %, mens tallet for kvinder af dansk herkomst var 24 %.
Blandt de pakistanske indvandrere var andelen med en lang videregående uddannelse i 2018 højere end blandt personer med dansk oprindelse.
Dansk-pakistanerne er en af de få befolkningsgrupper, der har boet så lang tid i Danmark, at der nu er statistiske oplysninger om skolegangen for efterkommernes børn. Ved Folkeskolens afgangsprøver 2014-18 var der en betydelig forskel i karaktergennemsnittet for efterkommere og børn af efterkommere fra Pakistan, idet gennemsnittet for børn af efterkommere var 6,2 imod et snit på 5,7 for efterkommerne. Karaktergennemsnittet var altså ½ point større hos efterkommerbørnene. Der er dog tale om niveauer, der ligger klart under niveauet for børn af dansk oprindelse, hvor gennemsnittet var på 7,2.
I følge Danmarks Statistik er dansk-pakistanere oftere skyldige i kriminalitet end personer af dansk oprindelse i forhold til deres antal. I 2018 havde befolkningsgruppen af mandlige dansk-pakistanske indvandrere i alderen 15-79-årige et kriminalitetsindeks på 188, når der tages højde for alderssammensætningen, mens efterkommerne havde et kriminalitetsindeks på 256. Efterkommerne havde altså et højere kriminalitetsindeks end indvandrerne. Til sammenligning havde mænd af dansk oprindelse et kriminalitetsindeks på 93. Den største forskel gælder overtrædelser af færdselsloven, som samtidig udgør størsteparten af kriminaliteten. Generelt er kriminaliteten dog faldet betydeligt for såvel mænd og kvinder af dansk oprindelse som for indvandrer- og efterkommergrupperne siden 2000.

## Religion
Mange pakistanere i Danmark er sunnimuslimer. Bogen Danmarks moskéer fra 2019 talte i alt 17 moskeer i det dansk-pakistanske moskemiljø. Langt de fleste lå i hovedstadsområdet, mens kun tre (to moskeer i Odense og én i Aarhus) ligger udenfor Sjælland. Det afspejler, at de dansk-pakistanske indvandrere og efterkommere i meget høj grad har bosat sig i og omkring København.
Indenfor pakistansk islam skelnes ofte mellem de to teologiske retninger barelvi og deobandi. Den første er forbundet med spiritualitet, mens den anden bygger på en intellektualiseret og rationaliseret trosform. I det danske moskemiljø har denne skelnen dog mindre betydning.
En af de mest prominente dansk-pakistanske moskeer er Muslim Cultural Institute i København, også kendt som Vesterbromoskeen eller Madani Masjad. Det er en af Danmarks absolut største moskeer målt på antallet af deltagere i bønnerne, og den mest centrale moske i det pakistanske miljø udenfor Minhaj ul Quran-netværket.
Minhaj ul Quran-bevægelsen, der blev stiftet i Pakistan i 1980, tæller fire afdelinger i Danmark: på Nørrebro og Amager samt i Valby og Odense. Afdelingerne mens tilsammen at rumme 1500 medlemmer. Teologisk tilhører Minhaj ul Quran barelvi-retningen og er optaget af den spirituelle sufisme.
Blandt andre pakistanske moskemiljøer med en markant profil er Makki Masjid på Jagtvej på Nørrebro, som er tilholdssted for tilhængere af den oprindeligt indiske vækkelsesbevægelse Jama'at Tabligh med rod i deobandi-tilgangen. Desuden findes to dansk-pakistanske shiitiske moskeer. Den ældste, Islamic Center Jaffaria i København, blev stiftet i 1981.
Ligesom i andre europæiske lande findes der i Danmark desuden en mindre gruppe tilhængere af Ahmadiyya, en sekt dannet i 1889 under det britiske kolonistyre på det indiske subkontinent. Ahmadiyya-tilhængerne har deres eget bedested i Hvidovre i form af Nusrat Djahan-moskeen, der var den første moske i Danmark, der var bygget til formålet. Den første fuldstændige oversættelse af Koranen til dansk blev udført af Ahmadiyya-konvertitten Svend Åge Madsen.
Ifølge en undersøgelse fra 2005 besøgte 43 procent af pakistanerne ofte en moske, hvilket er den højeste andel blandt alle etniske grupper af muslimer i Danmark, og næsten dobbelt så højt som gennemsnittet.

## Dansk-pakistaneres forfatterskab
Flere dansk-pakistanere har skrevet bøger om såvel deres egen opvækst som den dansk-pakistanske befolkningsgruppes vilkår og udvikling. Bøgerne er dermed hver især vidnesbyrd om den kulturelle proces og de identitetskonflikter, som er et kendetegn ved indvandringen af nye befolkningsgrupper til et land. Bashy Quraishy udgav i 1999 bogen "Fra Punjab til Vesterbro - Det pakistanske samfund i Danmark", der bl.a. indeholder erindringsbilleder fra årene i 1960’erne og første halvdel af 1970’erne, da de pakistanske gæstearbejdere først kom til Danmark, en forklaring af det særlige sociale netværk Bradari-systemet, der også er blevet udnyttet blandt dansk-pakistanere, konflikten mellem mange dansk-pakistanske familiers idealer om et arrangeret ægteskab og omverdenens skepsis overfor denne tradition samt beskrivelser af de unges ståsted i to kulturelle lejre og søgen efter en identitet.
Journalisten og TV-værten Rushy Rashid har skrevet "Et løft af sløret" (2001), "Bag sløret" (2003) og "Du lovede, vi skulle hjem..." (2006), hvor hun bl.a. beskriver sine to første arrangerede ægteskaber, hvor hun ikke kunne finde sig til rette, og sit senere ægteskab med kollegaen Jens Harder Højbjerg, som førte til et midlertidigt brud med hendes far, inden hun senere mente, at hun fandt frem til en passende balance mellem danske værdier og pakistanske traditioner.
Fængselsimamem Waseem Hussain udgav i 2017 "Imam bag tremmer", der på en gang var en selvbiografi om hans opvækst i Helsingør, en beskrivelse af de forskellige generationer af dansk-pakistaneres syn på livet i Danmark og hans tanker om at skabe en bedre integration, ved at dansk-pakistanerne i højere grad sørger for at tage deres plads i samfundet som ligeværdige danske borgere.

## Helbred
En central helbredsmæssig udfordring blandt dansk-pakistanere er diabetes. Hver 4. dansker med pakistansk baggrund har type 2 diabetes. Blandt etniske danskere er det tal kun 1 ud af 50, der får stillet diagnosen. En af faktorene er at de er genetisk disponerede for at udvikle type 2 diabetes end etniske danskere.  Arkiveret 24. august 2014 hos  Wayback Machine
Forekomsten af lavt niveau af vitamin D er høj blandt dansk-pakistanere. 21 procent af kvinderne og 34 procent af mændene har osteopeni (nedsat knoglemasse).   De høje rater skyldes, at de får for lidt naturligt sollys.  

## Kendte dansk-pakistanere
- Politik
  - Kamal Qureshi - læge og forhenværende folketingspolitiker (SF)
  - Nadeem Farooq - cand.polit. og forhenværende folketingspolitiker (RV)
  - Sikandar Siddique - folketingsmedlem (Alternativet)
  - Kashif Ahmad - lærer og politiker (Ny Alliance, Nationalpartiet og Alternativet)
- Forskning
  - Mona Kanwal Sheikh - seniorforsker ved Dansk Institut for Internationale Studier
- Forretningsliv
  - Tahir Siddique - iværksætter og investor
  - Tanveer Sharif - stifter og direktør for Vopium
  - Aruna Hussain - CEO of Sealand, Mærsk
- Sport
  - Amjad Khan - cricketspiller i den bedste engelske liga
  - Nabil Aslam - fodboldspiller i 1.divisionsklubben AC Horsens
  - Adnan Mohammad - fodboldspiller i bl.a. Lyngby Boldklub og FC Nordsjælland
  - Yousuf Butt - fodboldspiller i bl.a. Brønshøj Boldklub
- Kultur 
  - Waqas Qadri - fra musikgruppen Outlandish
  - Ataf Khawaja - rapmusiker
  - Naiha Khiljee - digter

- Samfundsliv
  - Zubair Butt Hussain - økonom, tidligere talsmand for Muslimernes Fællesråd, debattør
  - Rushy Rashid Højbjerg - journalist og forfatter, første danske TV-vært med indvandrerbaggrund[21]
  - Bashy Quraishy - forfatter og debattør
  - Jakob Sheikh - journalist og forfatter af pakistansk/dansk oprindelse
  - Waseem Hussain - imam, forfatter og debattør
  - Imran Rashid - læge og forfatter
  - Naveed Baig - imam og debattør
  - Simi Jan - journalist
  - Philip Khokhar - journalist og forfatter af pakistansk/dansk oprindelse